# Bröllopet i Kana

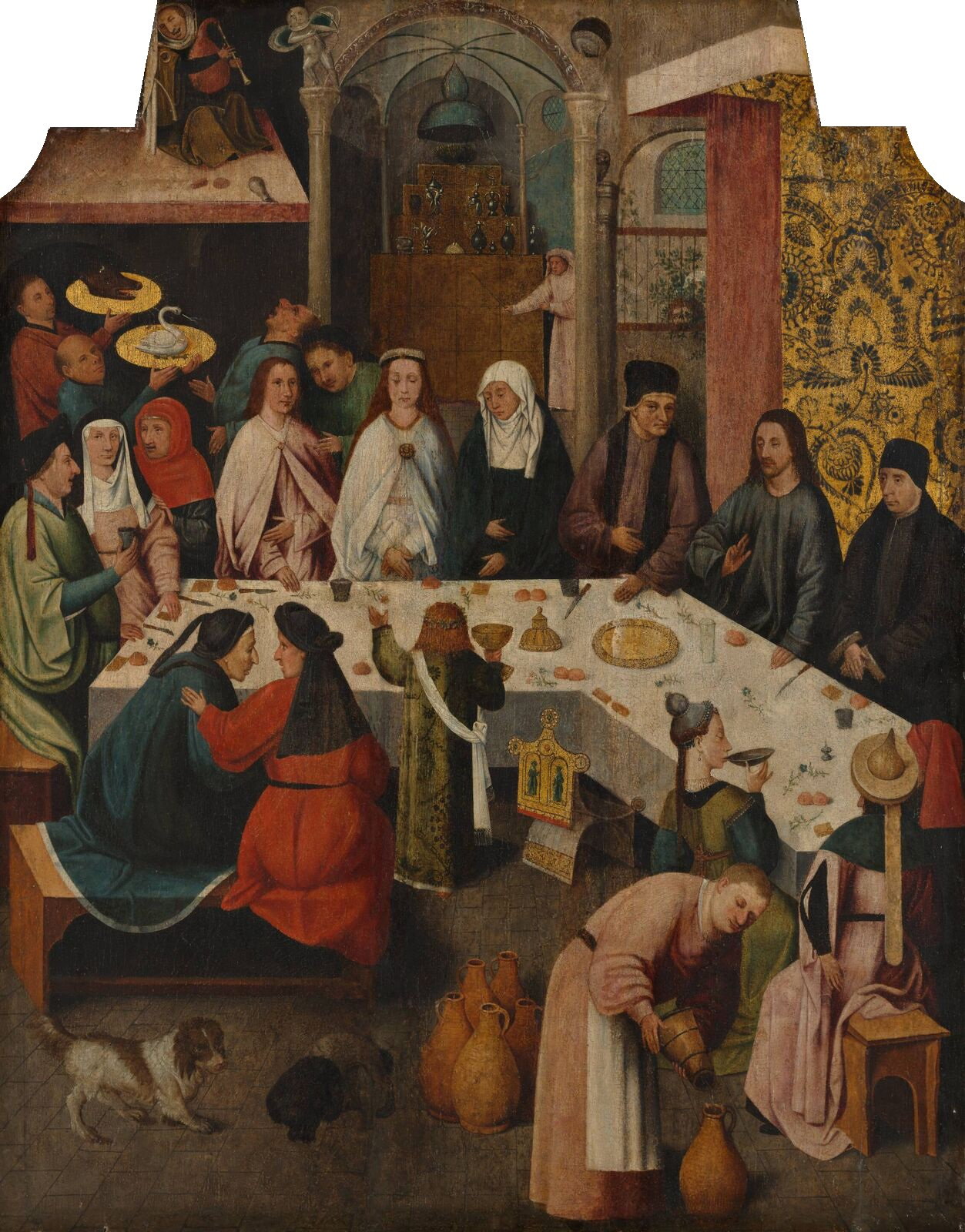
Bröllopet i Kana, målning av Hieronymus Bosch.

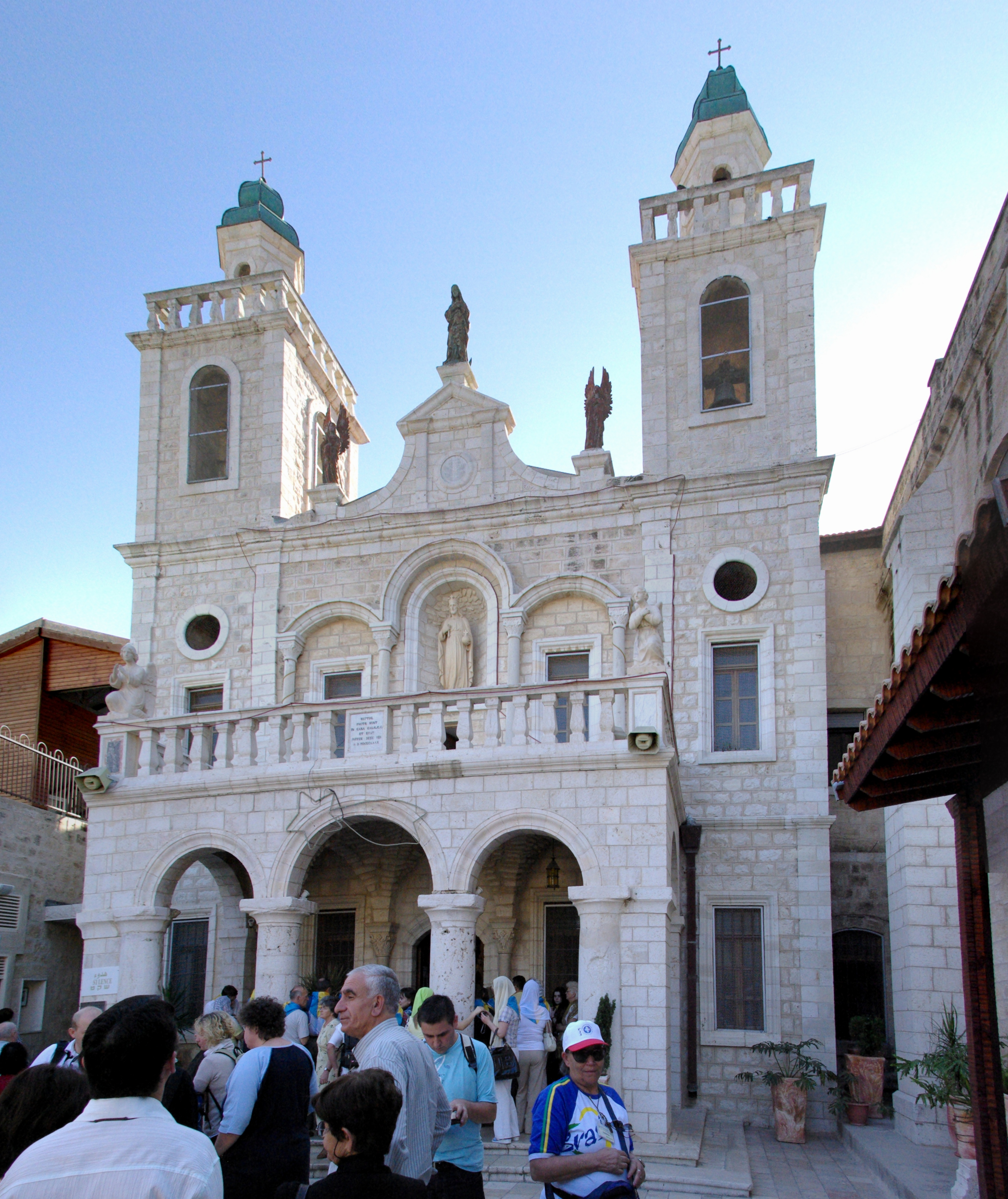
Bröllopskyrkan i Kafr Kanna.

Bröllopet i Kana är en berättelse i Bibeln och omnämns i inledningen av Johannesevangeliets andra kapitel. Berättelsen beskriver hur Jesus förvandlar vatten till vin, och det beskrivs som det första mirakel som Jesus utför.

## Berättelsen
Jesus och hans lärjungar befinner sig på ett bröllop i Kana. På festen tar vinet slut, vilket Jesu mor Maria påpekar för honom. Jesus hävdar först att hans tid ännu inte kommit, men ber sedan tjänarna fylla på vatten i de kärl som användes i reningsceremonin. Sedan ber han dem tappa upp vattnet i vinkrus och bära fram dem till värden. Vattnet har då förvandlats till vin och värden imponeras av smaken och tackar brudgummen från vilken han tror att vinet kommer. Det är bara tjänarna som vet att de burit fram vatten som Jesus förvandlat till vin. 

## Kana
Kristen tradition anger att den arabiska staden Kafr Kanna som är belägen i Galileen i Israel är identisk med det beskrivna Kana. Staden har ansetts vara Kana åtminstone sedan 800-talet och det har byggts en kyrka kallad Bröllopskyrkan på den plats man anser att miraklet ägde rum.
I början av 1990-talet hävdade den libanesiske historie- och filosofiprofessorn Youssef Hourani att staden Qana i södra Libanon var identisk med Bibelns Kana. Uppgifterna uppmärksammades när påve Johannes Paulus II bjöds in till platsen och senare besökte den i maj 1997.

## I konsten
Bröllopet i Kana är ett vanligt motiv i den kristna konsten. Mest kända är framställningarna av Tintoretto (1561) i Santa Maria della Salute i Venedig och av Veronese (1563), ursprungligen i San Giorgio Maggiore i Venedig, nu i Louvren.

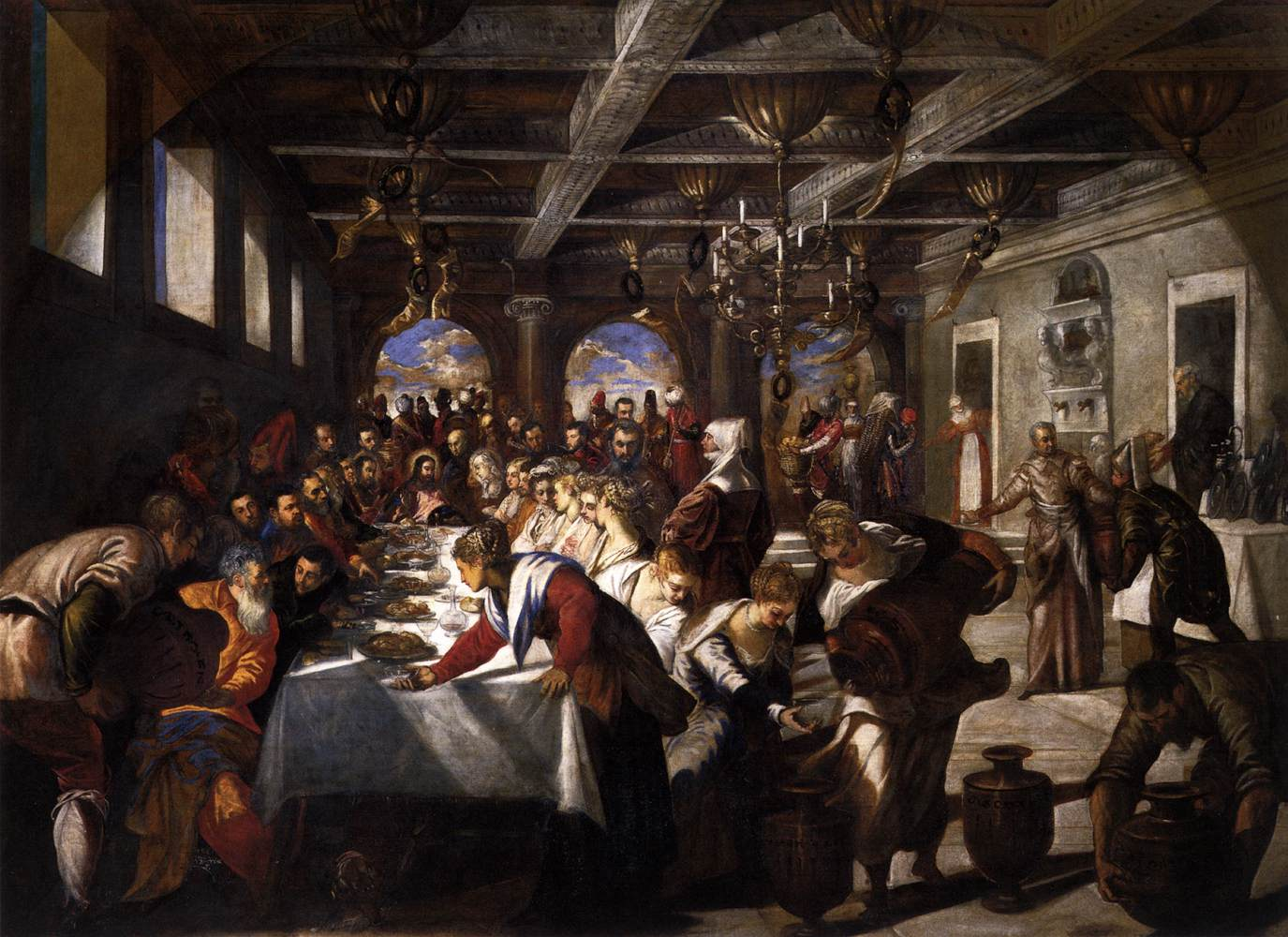
Bröllopet i Kana av Tintoretto.
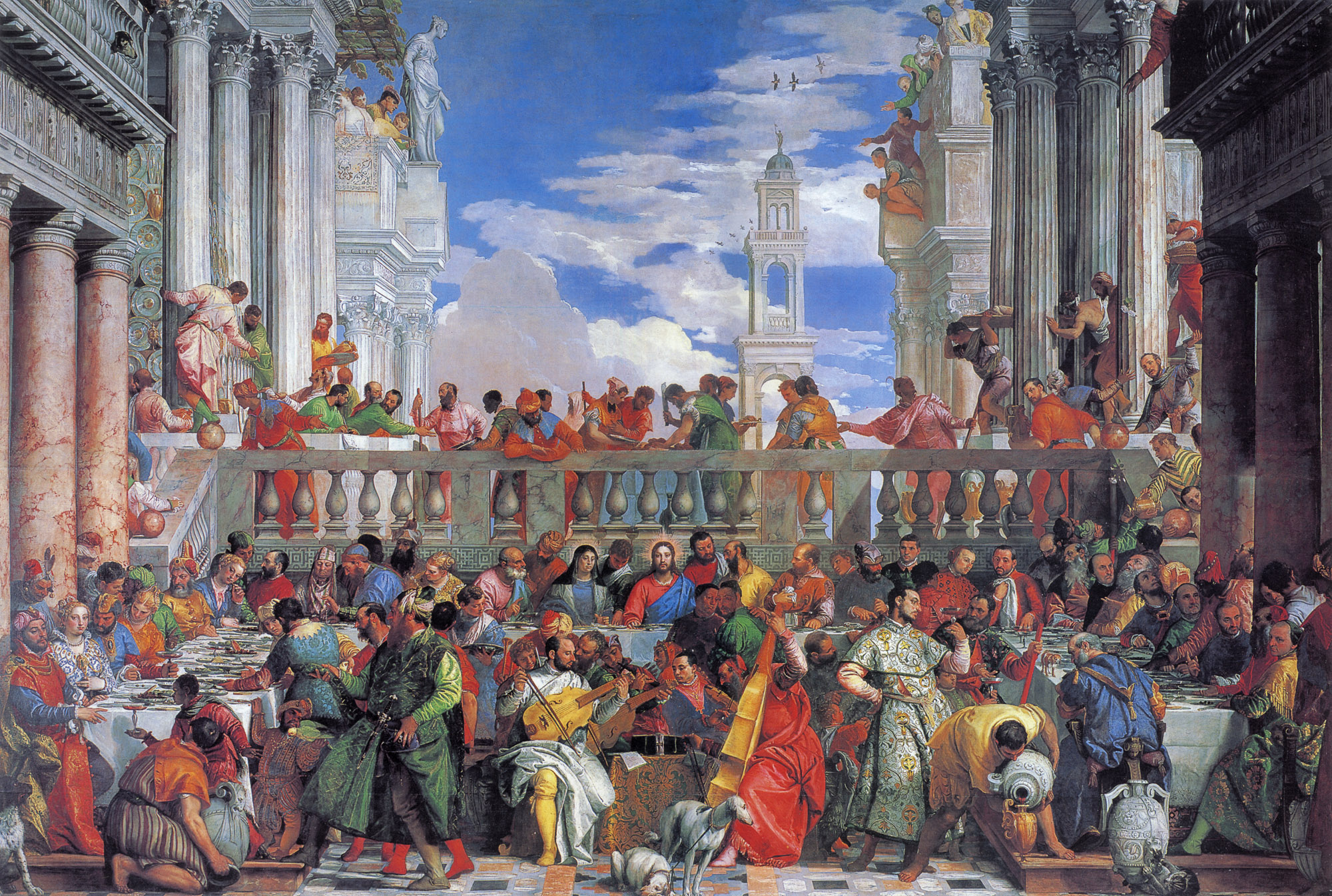
Bröllopet i Kana av Veronese.